# Плохотнюк Євген Пилипович
Плохотнюк, Євген Пилипович (* 18 серпня 1953, с. Бегрінешть, Флорештський район, Молдова) — український фізик у Молдові. Ректор Бєльцького державного університету ім. Алеку Руссо.

## Освіта
- Державний університет Кишинів, фізичний факультет (1970—1975),
- Інститут радіотехніки та електроніки АН СРСР (м. Москва), стажист-дослідник (1981—1982),
- Інститут радіотехніки та електроніки АН СРСР (м. Москва), докторантура, кандидат фізико-математичних наук (1982—1986)
- Технічний університет «Gh Асакі» (Румунія, Яси), підготовку кадрів в області комп'ютерної архітектури (1996)
- Університет штату Іллінойс (США), підготовку кадрів в адміністрації Судовий процес в університеті (2002).

## Функції
- Оптики і спектроскопії Департаменту лабораторії (державний університет, м. Кишинів) (1974—1975),
- Старший лаборант оптики і спектроскопії департамент (1975—1978),
- Помічник голови технічних дисциплін (ПІ «А. Руссо» Бєльці) (1978—1981);
- Стажиста-дослідника (Інститут радіотехніки та електроніки АН СРСР, Москва) (1981—1982),
- Доктор наук (Інститут радіотехніки та електроніки АН СРСР, Москва) (1982—1986),
- Викладач кафедри технічні дисципліни (ІП «А. Руссо» Бєльці) (1986—1987),
- Старший викладач кафедри технічних дисциплін General (1987—1989),
- Доцент кафедри технічних дисциплін (державний університет ім А. Руссо, Бєльці) (1989—1997),
- Декан факультету Генерального технічних дисциплін (1990—1994),
- Декан інженерного факультету фізики, математики та комп'ютерних наук (державний університет «А. Руссо» Бєльці) (1994—2003),
- Ад'юнкт-професор кафедри електроніки та інформатики (1997—1998),
- Професор електроніки та комп'ютерних наук департамент (1998—2003),
- Начальник науково-дослідна лабораторія «Radiofizica та електроніки» (1999),
- Експерт Верховного консиліум наукових досліджень і технології уряду республіки Молдова (2000—2004),
- Доцент кафедри прикладної інформатики та інформаційних технологій (2003),
- Завідувач кафедри прикладної інформатики та інформаційних технологій (2003)
- Вчений секретар університету Сенату (2005—2007),
- Тимчасової Ректор Державного університету «А. Руссо» Бєльці (2007).

## Нагороди
- Золота медаль Міжнародної виставки винаходів, досліджень та передачі технологій (Ясси, 1994)
- Золота медаль III Міжнародній виставці винаходів, досліджень та передачі технологій (Ясси, 1996);
- Бронзова медаль III Міжнародній виставці винаходів, досліджень та передачі технологій (Ясси, 1996),
- Диплом III рівня на Міжнародному салоні молоді «Інвент-Творчість» (Кишинів, 1996);
- Медаль, Генрі Коанда "Cl.I Румунська Товариства винахідників та Інституту винаходів Румунії за відміну в створенні техніки (Ясси, 1998)
- Диплом III ступеня у міжнародній спеціалізованій виставці «INFOINVENT-99» (Кишинів, 1999),
- Диплом ступінь у виставці-ярмарку Регіональна спеціалізована (Бєльці, 2001),
- Національного ордена «Трудова слава» (Кишинів, 2006).

## Публікації
- Понад 90 наукових статей і науково-методичних розробок
- 5 навчальних матеріалів, інструкцій та академічних монографій